# 1794
1794 (MDCCXCIV) var ett normalår som började en onsdag i den gregorianska kalendern och ett normalår som började en söndag i den julianska kalendern.

## Händelser

### Februari

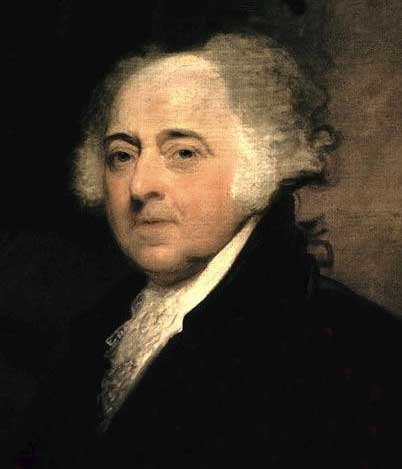
USA:s senat

- 11 februari – Första sessionen för USA:s senat öppnas för allmänheten.

### Mars
- 27 mars – Sverige och Danmark ingår en överenskommelse om väpnad neutralitet till skydd för handeln.

### April
- 9 april – De ansvariga i Armfeltska konspirationen ställs inför rätta och döms till olika straff.

### Maj
- 15 maj – Marstrands frihamnsprivilgier upphävs på invånarnas egen begäran, eftersom det ekonomiska experimentet har slagit fel och synden har blivit alltför utbredd i staden.
- 26 maj – Svenska artilleriregementet delas i fyra regementen: Svea artilleriregemente i Stockholm (A1), Göta artilleriregemente i Göteborg (A2), Wendes artilleriregemente i Kristianstad (A3) och Finska artilleriregementet (A4). [1]

### Juni
- 26 juni – 80 000 fransmän under Jean-Baptiste Jourdan besegrar en jämstark österrikisk armé i slaget vid Fleurus.

### November
- 1 november – Det första försöket med optisk telegraf i Sverige genomförs, genom att en födelsedagshälsning till kungen skickas från Katarina kyrktorn till Drottningholms slott.[2]

### Okänt datum
- Kaffeförbud införs i Sverige genom 1794 års överflödsförordning, till mångas förtret.[3]
- Armfeltska sammansvärjningens ledare Gustaf Mauritz Armfelt flyr till Ryssland.

## Födda

### Första kvartalet

#### Januari
- 21 januari – Adolf Ludwig Follen, tysk författare. (död 1855)

#### Februari
- 21 februari – Antonio López de Santa Anna, mexikansk militär, politiker och president i Mexiko. (död 1876)
- 22 februari – Joseph Duncan, amerikansk demokratisk politiker, guvernör i Illinois 1834–1838. (död 1844)

#### Mars
- 14 mars – Józef Bem, polsk general. (död 1850)
- 16 mars – Lawrence Brainerd, amerikansk abolitionist, affärsman och politiker, senator 1854–1855. (död 1870)

### Andra kvartalet

#### April
- 10 april – Edward Robinson, amerikansk teolog. (död 1863)
- 11 april – Edward Everett, amerikansk politiker (whig), USA:s utrikesminister 1852–1853. (död 1865)

#### Maj
- 27 maj – Cornelius Vanderbilt, amerikansk entreprenör och affärsman. (död 1877)

#### Juni
- 16 juni – María Trinidad Sánchez, dominikansk frihetskämpe. (död 1845)

### Tredje kvartalet

#### Juli
- 5 juli – Sylvester Graham, amerikansk hälsoaktivist. (död 1851)

#### Augusti
- 15 augusti – Elias Fries, svensk botaniker och professor, ledamot av Svenska Akademien 1847–1878. (död 1878)

#### September
- 24 september – Jeanne Villepreux-Power, fransk marinbiolog. (död 1871)

### Fjärde kvartalet

#### Oktober
- 23 oktober – Oliver H. Smith, amerikansk politiker. (död 1859)

#### November
- 13 november – William Wright, amerikansk politiker. (död 1866)

#### December
- 17 december – Amos Nourse, amerikansk republikansk politiker och professor. (död 1877)
- 27 december – William C. Preston, amerikansk politiker, senator 1833–1842. (död 1860)
- 29 december – Ferdinand von Wrangel, rysk friherre, amiral och sjöfarande.

### Okänt datum
- Gustaf Johan Schartau, svensk fäktmästare, grundare av Olympiska spelen i Ramlösa. (död 1852)
- Anna Greta Matsdotter, samisk nåjd. (död 1870)

## Avlidna

### Första kvartalet

#### Januari
- 16 januari – Edward Gibbon, 56, brittisk historiker.

#### Februari
- 16 februari – Étienne Charles de Loménie de Brienne, 66, fransk präst och politiker.

#### Mars
- 29 mars – Nicolas de Condorcet, 50, fransk matematiker, filosof och revolutionsman.

### Andra kvartalet

#### April
- 5 april
  - François Chabot, 37, fransk revolutionspolitiker (avrättad).
  - Georges Jacques Danton, 34, fransk revolutionspolitiker (avrättad).
  - Camille Desmoulins, 34, fransk journalist och politiker.
  - François-Joseph Westermann, 42, fransk militär.
- 24 april – Axel von Fersen den äldre, 75, svensk greve, riksråd och fältmarskalk.

#### Maj
- 8 maj – Antoine Lavoisier, 50, fransk kemist.

#### Juni
- 20 juni – Félix Vicq d'Azyr, 46, fransk läkare.
- 30 juni – Rozalia Lubomirska, 25, polsk adelsdam.

### Tredje kvartalet

#### Juli
- 23 juli – Alexandre de Beauharnais, 34, fransk militär, guvernör på Martinique (avrättad).
- 28 juli – Maximilien de Robespierre, 36, fransk revolutionspolitiker (avrättad).

#### Augusti
- 17 augusti – Elisabet Augusta av Sulzbach, 73, tysk furstinna.

#### September
- 29 september – Edvard Storm, 45, norsk poet.

### Fjärde kvartalet

#### Oktober
- 20 oktober – James Adam, 62, brittisk arkitekt.

#### November
- 3 november – François-Joachim de Pierre de Bernis, 79, fransk kardinal.
- 28 november – Cesare Beccaria, 56, italiensk filosof.

#### December
- 16 december – Jean Baptiste Carrier, 38, fransk politiker.

### Okänt datum
- Kamakahelei, drottning av Kauai.

### Fotnoter
1. ↑  Svea Arkiverad 5 mars 2016 hämtat från the Wayback Machine.
2. ↑  ”Tekniska museet”. Arkiverad från originalet den 2 oktober 2016. https://web.archive.org/web/20161002234553/http://www.tekniskamuseet.se/1/942.html. Läst 13 februari 2011.
3. ↑  Kaffe